# Väluste
Väluste – wieś w Estonii, w prowincji Viljandi, w gminie Viljandi.
W latach 1991–2017 (do czasu reformy administracyjnej estońskich gmin) wieś znajdowała się w gminie wiejskiej Tarvastu.
Archaiczne nazwy wsi to: Walasth (1583), Wellist (1601), Wellust (1839).